# Козулько, Александр Николаевич
Александр Николаевич Козулько (бел. Аляксандр Мікалаевіч Казулька; род. 8 декабря 1983) — белорусский легкоатлет, специалист по метанию молота. Выступал за сборную Белоруссии по лёгкой атлетике в 2000-х годах, обладатель серебряной медали Универсиады в Бангкоке, бронзовый призёр чемпионата мира среди юниоров, серебряный призёр молодёжного европейского первенства, победитель и призёр первенств национального значения.

## Биография
Александр Козулько родился 8 декабря 1983 года. Занимался лёгкой атлетикой в Бресте.
Первого серьёзного успеха на международном уровне добился в сезоне 2002 года, когда вошёл в состав белорусской национальной сборной и выступил на юниорском мировом первенстве в Кингстоне, где в зачёте метания молота стал бронзовым призёром.
В 2005 году с результатом 73,60 завоевал серебряную награду на молодёжном европейском первенстве в Эрфурте, уступив только своему соотечественнику Павлу Кривицкому.
В 2006 году выиграл бронзовую медаль на Кубке Белоруссии в Бресте, тогда как на чемпионате Белоруссии в том же Бресте занял четвёртое место и установил свой личный рекорд — 78,54 метра (17-й результат мирового сезона).
Будучи студентом, в 2007 году представлял Белоруссию на Универсиаде в Бангкоке — здесь метнул молот на 74,52 метра и получил серебро, пропустив вперёд другого белорусского метателя Александра Ващило.
В мае 2009 года одержал победу на Кубке Белоруссии в Бресте, показав при этом 25-й результат мирового сезона — 76,80 метра.
Завершил спортивную карьеру по окончании сезона 2010 года.